# О’Делл, Эрик
Эрик О’Делл (англ. Eric O'Dell; род. 21 июня 1990, Оттава) — канадский хоккеист, нападающий хоккейного клуба «Ак Барс». В 2008 году выбран во 2-м раунде под общим 39-м номером клубом «Анахайм Дакс».

## Карьера
Cыграл четыре сезона (2007—2011) в юношеском хоккее в хоккейной лиги Онтарио, где забросил 100 шайб и сделал 107 голевых передач, набрав 207 очков в 198 играх. В 2008 году дебютировал за юношескую сборную Канады и выиграл золото на чемпионате мира. А в сезоне 2009/10 О’Делл был выбран для игры за сборную звёзд ОХЛ.
Дебютировал в АХЛ за Чикаго Вулвз в сезоне 2009/10. 1 июня 2010 года «Атланта Трэшерз» подписала с О’Деллом контракт новичка. После того, как «Трэшерз» переехали в конце сезона НХЛ 2011/12 и стали «Виннипег Джетс», О’Делл отыграл три сезона за «Сент-Джонс Айскэпс» АХЛ. В сезоне 2013/14 дебютировал в НХЛ, а 11 января 2014 года забил свой первый гол в НХЛ в составе «Джетс».
1 июля 2015 года покинул «Джетс» как свободный агент и подписал годичный, двусторонний контракт с «Оттавой». Сезон 2015/16 О’Делл начал с партнерской командой «Бингемтон Сенаторз» из АХЛ, мгновенно добавив атаку и набрав 37 очков в 50 играх, прежде чем 27 февраля 2016 года «сенаторы» отдали О’Делла в «Баффало Сэйбрз» в рамках сделки на семь игроков.
Как свободный агент в межсезонье, 9 августа 2016 года, уехал за океан, в российский клуб «Сочи». Так началась его карьера в КХЛ.
1 мая, в сезоне 2018/19 перешёл в магнитогорский «Металлург». В следующем сезоне О’Делл не смог повторить свой результат за «Металлург», забив 6 голов и заработав 17 очков в 46 играх.
По истечении контракта с «Металлургом» 2 июня 2020 года подписал двухлетний контракт с Новосибирской «Сибирью». В сезоне 2020/21 О’Делл провёл всего 9 игр за «Сибирь», из-за травмы, которую он получил в октябре.
20 июня 2021 года подписал годичный контракт со столичным «Динамо». В сезоне 2021/22 О’Делл снова начинает забивать. В 47 играх он забросил 13 шайб, набрав 32 очка в регулярном чемпионате. Он набрал 8 очков в 7 матчах плей-офф, прежде чем покинуть клуб во время полуфинала конференции против ЦСКА из-за вторжения России на Украину 16 марта 2022 года.
Будучи свободным агентом, вернулся в «Динамо», подписав контракт 13 июля 2022 года.
В декабре 2024 года контракт игрока с московским Динамо был расторгнут по инициативе клуба. После расторжения контракта игрок подписал однолетнее соглашение с казанским клубом «Ак Барс».

## Статистика игрока
| Легенда | Легенда                    | Легенда | Легенда                   | Легенда | Легенда    |
| ------- | -------------------------- | ------- | ------------------------- | ------- | ---------- |
| И       | Количество проведённых игр | Штр     | Штрафное время            | +/−     | Плюс-минус |
| Г       | Голы                       | П       | Голевые передачи          | О       | Очки       |
| -       | Статистика неизвестна      | —       | Статистика не учитывалась |         |            |